# Moritz Bielawski
Moritz Bielawski (født 25. oktober 1885 i Polen) var en polsk / dansk skuespiller.
Han kom til Danmark i 1907 og medvirkede i en række teaterforestillinger i den jødisk-russiske koloni i København. Han filmdebuterede på film hos Nordisk Film i 1914, hvor han medvirkede i statist- og mindre biroller i en række stumfilm frem til 1921. Han var desuden manuskriptforfatter på en enkelt film. Han var gift med skuespillerinden Glincka Bielawsky.

## Filmografi
- Gidslet (instruktør Martinius Nielsen, 1914)
- Expressens Mysterium (instruktør Hjalmar Davidsen, 1914)
- Uden Fædreland (som Gregor, Hirschs svend; instruktør Holger-Madsen, 1914)
- Om Kap med Døden (som Döben, en landarbejder; instruktør Robert Dinesen, 1915)
- Verdens Undergang (instruktør August Blom, 1916)
- Spiritisten (instruktør Holger-Madsen, 1916)
- Danserindens Kærlighedsdrøm (som fange nr. 9; instruktør Holger-Madsen, 1916)
- En Forbryders Liv og Levned (instruktør Alexander Christian, 1916)
- Hvo, som elsker sin Fader (instruktør Holger-Madsen, 1916)
- Den hvide Djævel (som Paccard; instruktør Holger-Madsen, 1916)
- Lotteriseddel No. 22152 (som Rentier Glob; instruktør August Blom, 1916)
- Gar el Hama IV (som Juveler Hase; instruktør Robert Dinesen, 1916)
- Pengenes Magt (instruktør Hjalmar Davidsen, 1917)
- Et Barnehjerte (instruktør Hjalmar Davidsen, 1917)
- En Fare for Samfundet (instruktør Robert Dinesen, 1918)
- Krig og Kærlighed (instruktør Holger-Madsen, 1918)
- For sit Lands Ære (instruktør August Blom, 1918)
- Via Crucis (instruktør August Blom, 1920)
- Manden, der sejrede (instruktør Holger-Madsen, 1920)
- Har jeg Ret til at tage mit eget Liv? (instruktør Holger-Madsen, 1920)
- En Aftenscene (instruktør Fritz Magnussen, 1920)
- Vor fælles Ven (instruktør A.W. Sandberg, 1921)
- Den sidste af Slægten (som en herre på gaden; instruktør Emanuel Gregers, 1922)

### Som manuskriptforfatter
- Skinsyge-Digteren (instruktør Lau Lauritzen Sr., 1916)